# Врадіївська селищна рада
Вра́діївська се́лищна ра́да — орган місцевого самоврядування у Врадіївському районі Миколаївської області. Адміністративний центр — селище міського типу Врадіївка.

## Загальні відомості
- Врадіївська селищна рада утворена 1967 року.
- Населення ради: 8 537 осіб (станом на 1 січня 2012 року)

## Населені пункти
Селищній раді підпорядковані населені пункти:
- смт Врадіївка

## Склад ради
Рада складається з 30 депутатів та голови.
- Голова ради: Москаленко Микола Леонідович
- Секретар ради: Шевчук Тетяна Анатоліївна

### Керівний склад попередніх скликань
| ПІБ                                | Основні відомості                                                         | Дата обрання | Дата звільнення |
| ---------------------------------- | ------------------------------------------------------------------------- | ------------ | --------------- |
| Тімановський Валерій Костянтинович | Селищний голова, 1947 року народження, член Соціалістичної партії України | 26.03.2006   | 12.12.2008      |
| Ковальчук Микола Володимирович     | Селищний голова, 1957 року народження, безпартійний                       | 02.08.2009   | 31.10.2010      |
| Москаленко Микола Леонідович       | Селищний голова, 1957 року народження, освіта вища, безпартійний          | 31.10.2010   |                 |

Примітка: таблиця складена за даними сайту Верховної Ради України

### Депутати
За результатами місцевих виборів 2010 року депутатами ради стали:

#### За суб'єктами висування
| Суб'єкт висування                                       | Кількість обраних депутатів | %    |
| ------------------------------------------------------- | --------------------------- | ---- |
| Партія регіонів                                         | 14                          | 46,7 |
| Комуністична партія України                             | 6                           | 20   |
| Самовисування                                           | 4                           | 13,3 |
| Політична партія «Фронт Змін»                           | 3                           | 10   |
| Політична партія Всеукраїнське об'єднання «Батьківщина» | 2                           | 6,7  |
| Політична партія Народний Рух України                   | 1                           | 3,3  |

#### За округами
| № округу                                                | Прізвище, ім'я, по батькові        | Дата визнання обраним | Освіта                    | Партійна приналежність                        | Відомості про обраного депутата              |
| ------------------------------------------------------- | ---------------------------------- | --------------------- | ------------------------- | --------------------------------------------- | -------------------------------------------- |
| Комуністична партія України                             |                                    |                       |                           |                                               |                                              |
| 7                                                       | Анган Василь Данилович             | 02.11.2010            | Освіта вища               | член Комуністичної партії України             | Ліцей, старший майстер                       |
| 10                                                      | Боровик Тетяна Григорівна          | 02.11.2010            | Освіта вища               | член Комуністичної партії України             | Товариство червоногоХреста, медсестра        |
| 11                                                      | Шевчук Тетяна Анатоліївна          | 02.11.2010            | Освіта вища               | член Комуністичної партії України             | Селищна рада, секретар                       |
| 15                                                      | Паламарчук Олег Федорович          | 02.11.2010            | Освіта вища               | член Комуністичної партії України             | загальноосвітня школа № 3, вчитель           |
| 24                                                      | Кіторага Іван Іванович             | 02.11.2010            | Освіта вища               | член Комуністичної партії України             | пенсіонер                                    |
| 28                                                      | Савчук Світлана Іванівна           | 02.11.2010            | Освіта вища               | член Комуністичної партії України             | РБК, директор                                |
| Партія регіонів                                         |                                    |                       |                           |                                               |                                              |
| 4                                                       | Адубецький Олексій Феодосійович    | 02.11.2010            | Освіта вища               | член Партії регіонів                          | Одноосібник                                  |
| 6                                                       | Романець Василь Юрійович           | 02.11.2010            | Освіта вища               | член Партії регіонів                          | приватний підприємець                        |
| 12                                                      | Албул Галина Андріївна             | 02.11.2010            | Освіта вища               | член Партії регіонів                          | Гімназія, вчитель                            |
| 13                                                      | Ратушняк Володимир Михайлович      | 02.11.2010            | Освіта вища               | член Партії регіонів                          | загальноосвітня школа № 3, вчитель           |
| 14                                                      | Цибульська Ольга Семенівна         | 02.11.2010            | Освіта вища               | член Партії регіонів                          | Гімназія, вчитель                            |
| 16                                                      | Афанасьєв Сергій Вадимович         | 14.11.2010            | Освіта вища               | член Партії регіонів                          | приватний підприємець                        |
| 17                                                      | Зіновкін Юрій Володимирович        | 02.11.2010            | Освіта вища               | член Соціалістичної партії України            | загальноосвітня школа № 1, вчитель           |
| 19                                                      | Олійник Владислав Олександрович    | 02.11.2010            | Освіта вища               | член Партії регіонів                          | приватний підприємець                        |
| 20                                                      | Кушніренко Наталя Іванівна         | 02.11.2010            | Освіта вища               | член Партії регіонів                          | приватний підприємець                        |
| 21                                                      | Явіца Валентина Дмитрівна          | 02.11.2010            | Освіта вища               | член Партії регіонів                          | приватний підприємець                        |
| 22                                                      | Богуш Ольга Леонідівна             | 02.11.2010            | Освіта вища               | член Партії регіонів                          | Райдержадміністр., методист                  |
| 23                                                      | Фасій Ольга Андріївна              | 02.11.2010            | Освіта вища               | член Партії регіонів                          | загальноосвітня школа № 1, вчитель           |
| 26                                                      | Лисак Тетяна Василівна             | 02.11.2010            | Освіта вища               | член Партії регіонів                          | Районний відділ освіти, методист             |
| 27                                                      | Кушніренко Олександр Іванович      | 02.11.2010            | Освіта середня            | член Партії регіонів                          | Фермер                                       |
| Політична партія Всеукраїнське об'єднання «Батьківщина» |                                    |                       |                           |                                               |                                              |
| 8                                                       | Іванова Ганна Яківна               | 02.11.2010            | Освіта середня            | член Всеукраїнського об'єднання «Батьківщина» | Відділ освіти, бухгалтер                     |
| 29                                                      | Врадій Олександр Анатолійович      | 02.11.2010            | Освіта середня            | член Всеукраїнського об'єднання «Батьківщина» | КСП «Україна», зав. майстер                  |
| Політична партія Народний Рух України                   |                                    |                       |                           |                                               |                                              |
| 30                                                      | Сарахманюк Ольга Михайлівна        | 02.11.2010            | Освіта вища               | член Народного Руху України                   | приватний підприємець                        |
| Політична партія «Фронт Змін»                           |                                    |                       |                           |                                               |                                              |
| 2                                                       | Касьянчук Олександр Михайлович     | 02.11.2010            | Освіта вища               | член Політичної партії «Фронт Змін»           | Райдержадміністрація, адміністратор          |
| 3                                                       | Гоцуляк Арсен Васильович           | 02.11.2010            | Освіта вища               | позапартійний                                 | приватний підприємець                        |
| 5                                                       | Тімановський Володимир Валерійович | 02.11.2010            | Освіта середня спеціальна | позапартійний                                 | приватний підприємець                        |
| Самовисування                                           |                                    |                       |                           |                                               |                                              |
| 1                                                       | Вдовиченко Анатолій Іванович       | 02.01.2011            | Освіта середня            | позапартійний                                 | Фермерске господарство «Рідний край», голова |
| 9                                                       | Кобець Любов Микитівна             | 02.11.2010            | Освіта середня спеціальна | позапартійна                                  | Селищнарада, касир                           |
| 18                                                      | Приступа Сергій Петрович           | 02.11.2010            | Освіта вища               | член Соціалістичної партії України            | пенсіонер                                    |
| 25                                                      | Тімановський Руслан Олегович       | 02.11.2010            | Освіта вища               | позапартійний                                 | Філія «Ватек», інженер                       |